# Шентвид при Луковици
Шентвид при Луковици (словен. Šentvid pri Lukovici) је насељено место у општини Луковица, Средњесловенска регија, Словенија.

## Историја
До територијалне реорганизације у Словенији био је у саставу старе општине Домжале.

## Становништво
У попису становништва из 2011. године, Шентвид при Луковици је имао 242 становника.
| Број становника према пописима | Број становника према пописима | Број становника према пописима |
| ------------------------------ | ------------------------------ | ------------------------------ |
| 1991                           | 2002                           | 2011                           |
| 195                            | 208                            | 242                            |

Напомена: До 1955. исказивано под именом Шент Вид.

## Галерија
- улаз у насеље
- Шентвид при Луковици на старој разгледници